# São José das Laranjeiras
São José das Laranjeiras é um distrito do município brasileiro de Maracaí, no interior do estado de São Paulo.

## História

### Origem
O povoado de Laranjeiras, que deu origem ao distrito, se desenvolveu ao redor da igreja inaugurada em 17/05/1925.

### Formação administrativa
- Distrito criado pela Lei n° 5.285 de 18/02/1959, com sede no povoado de Laranjeiras e com território desmembrado do distrito da sede do município de Maracaí e do distrito de Cruzália[4][5].

## Geografia

### Demografia

#### População urbana
| Crescimento população urbana | Crescimento população urbana | Crescimento população urbana | Crescimento população urbana |
| Censo                        | Pop.                         |                              | %±                           |
| ---------------------------- | ---------------------------- | ---------------------------- | ---------------------------- |
| 1960                         | 208                          |                              | —                            |
| 1970                         | 181                          |                              | −13,0%                       |
| 1980                         | 259                          |                              | 43,1%                        |
| 1991                         | 334                          |                              | 29,0%                        |
| 2000                         | 487                          |                              | 45,8%                        |
| 2010                         | 385                          |                              | −20,9%                       |
| Fonte: IBGE e Fundação SEADE |                              |                              |                              |

#### População total
Pelo Censo 2010 (IBGE) a população total do distrito era de 751 habitantes.

### Área territorial
A área territorial do distrito é de 189,964 km².

### Rodovias
O principal acesso ao distrito é a Rodovia Miguel Lamb (SP-437).

## Serviços públicos

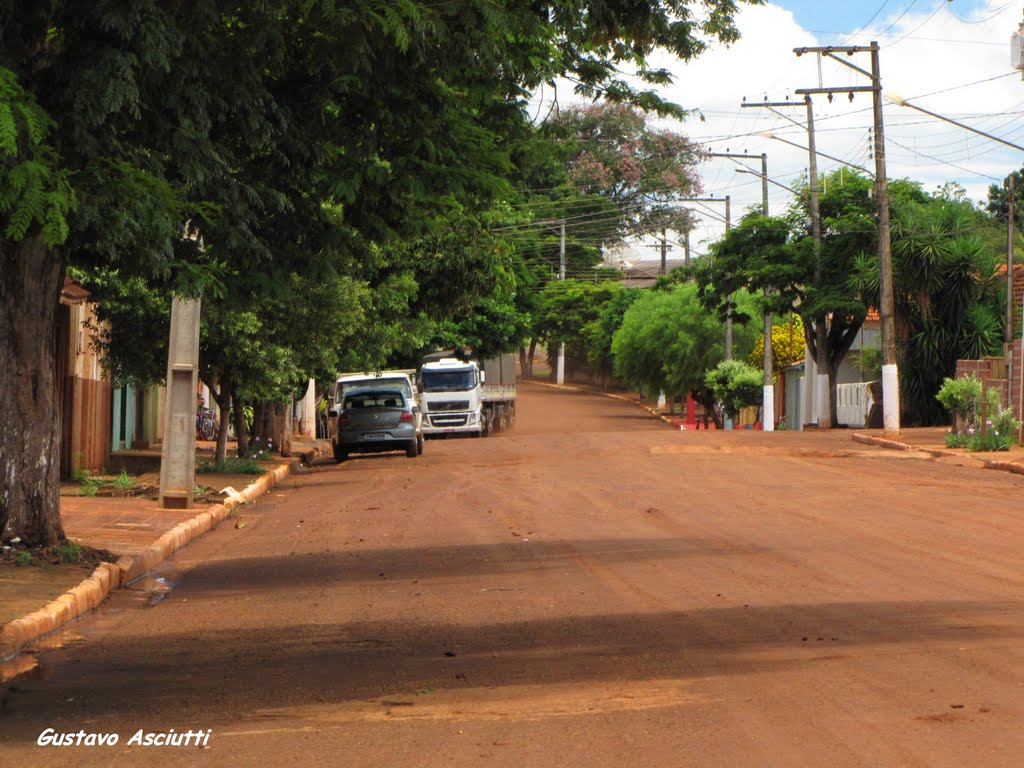
Aspecto local.

### Registro civil
Atualmente é feito na sede do município, pois o Cartório de Registro Civil das Pessoas Naturais do distrito foi extinto pela Resolução nº 1 de 29/12/1971 do Tribunal de Justiça do Estado de São Paulo e seu acervo foi recolhido ao cartório do distrito sede.

### Saneamento
O serviço de abastecimento de água é feito pela Companhia de Saneamento Básico do Estado de São Paulo (SABESP).

### Energia
A responsável pelo abastecimento de energia elétrica é a Energisa Sul-Sudeste, antiga Vale Paranapanema (distribuidora do grupo Rede Energia).

### Telecomunicações
O distrito era atendido pela Telecomunicações de São Paulo (TELESP), que inaugurou a central telefônica utilizada até os dias atuais. Em 1998 esta empresa foi vendida para a Telefônica, que em 2012 adotou a marca Vivo para suas operações.

## Cultura

### Colônia Riograndense

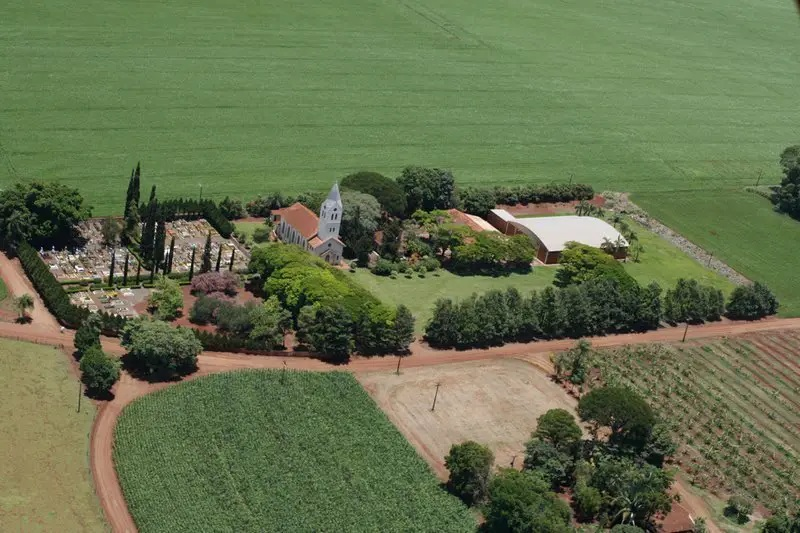
Vista aérea da Colônia Riograndense (Igreja Luterana).

A Colônia Riograndense de Maracaí, instalada no distrito de São José das Laranjeiras, é originalmente composta por famílias de origem alemã que já estavam no Brasil e se mudaram para a região, e imigrantes vindos da Alemanha, Áustria e Suíça.
Foi fundada em 1922, nos arredores de uma Igreja Luterana, e é, portanto, mais antiga que o próprio distrito. Tinha como língua comum o alemão, falado em diversos dialetos de acordo com a origem de cada família. Como a religião predominante era a Luterana, as tradições foram preservadas por meio dos cultos religiosos e de outras comemorações, como o Dia da Reforma Protestante.
Além disso, os imigrantes mantinham viva sua língua, suas práticas culturais e escolares, tanto que muitos habitantes da colônia aprenderam o idioma alemão antes do português.
A colônia tinha um grupo de danças folclóricas chamado “Goldener Sonnenschein", corais, conjuntos musicais e apresentações teatrais em alemão, além da tradicional festa do chopp, a Oktoberfest. Já a Cooperativa Riograndense, fundada em 1939, foi outra forma de integração da colônia.
Hoje a influência alemã ainda pode ser vista na arquitetura, no idioma, que ainda é falado por muitos habitantes, nas festas típicas da Igreja Luterana e na tradicional festa da Costela no Chão. Nos arredores da Igreja Luterana está situado um cemitério onde estão enterrados os pioneiros da colônia.

## Religião

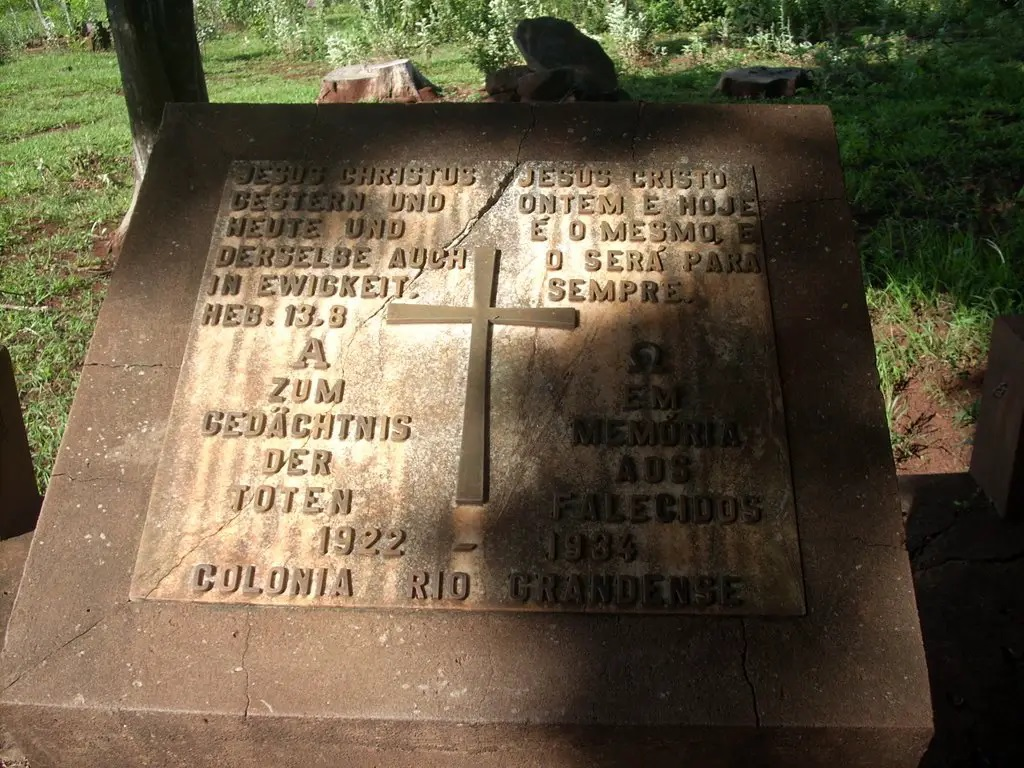
Memorial na Colônia Riograndense.

O Cristianismo se faz presente no distrito da seguinte forma:

### Igreja Católica
- Paróquia São José - faz parte da Diocese de Assis[3].

### Igrejas Evangélicas
- Igreja Luterana - IECLB Colônia Riograndense[21][22].
- Congregação Cristã no Brasil[23].